# هریسون (آرکانزاس)
هریسون (آرکانزاس) (به انگلیسی: Harrison, Arkansas) یک شهر در ایالات متحده آمریکا با جمعیت ۱۲٬۹۴۳ نفر است که در آرکانزاس واقع شده‌است.

## موقعیت جغرافیایی
موقعیت جغرافیایی شهرها و مناطق اطراف به شرح زیر است: